# Peyerovy pláty

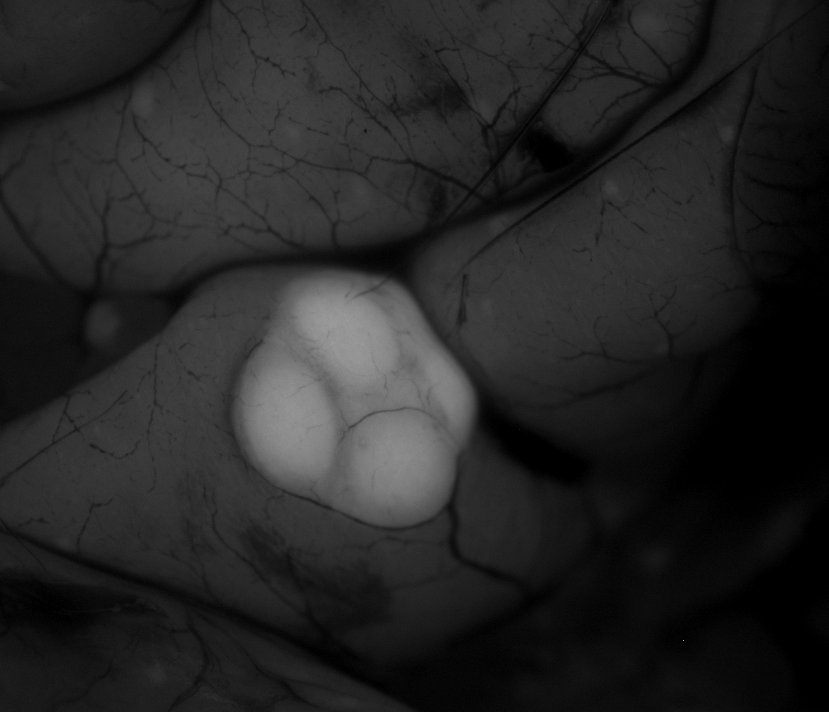
Myší Peyerův plát pod stereomikroskopem. Byl použit MHCII-EGFP knock-in myší model, který umožňuje vizualizaci antigen prezentujících buněk pomocí zeleného fluorescenčního proteinu.

Peyerovy pláty (někdy též Peyerovy plaky, zkráceně PP) jsou organizovanou lymfoidní tkání tenkého střeva, tvořící součást slizničního imunitního systému. Byly pojmenovány po významném švýcarském anatomovi přelomu 17. a 18. století Johannu Conradu Peyerovi. Jejich počet se mění v průběhu života. U člověka dosahuje vrcholu před 20. rokem života (okolo 200) a pak postupně klesá až k rozmezí 70–100.

## Struktura a lokalizace
Peyerovy pláty (PP) jsou tvořeny shluky lymfoidních folikulů obsahujících hlavně folikulární dendritické buňky, B-lymfocyty a makrofágy. V interfolikulární oblasti se nacházejí dendritické buňky, B-lymfocyty, makrofágy a T-lymfocyty. Folikulární a interfolikulární oblasti jsou z lumenální strany obklopeny speciálním epitelem, který oproti běžnému střevnímu epitelu produkuje významně menší množství hlenu a obsahuje velké množství M-buněk. M-buňky jsou uzpůsobeny k vzorkování antigenů (sampling) a jejich transportu k buňkám lymfatické tkáně. To se děje zejména pomocí transcytózy, kterou mohou zneužívat pro svůj vstup do těla i některé patogeny. Vzhledem tomu, že PP nemají nutriční funkci, postrádají na svém povrchu dlouhé mikroklky charakteristické pro buňky střevního epitelu. PP jsou obecně jedním z míst, kde dochází k ustavování tolerance vůči neškodlivým potravním antigenům. 
Peyerovy pláty se nacházejí po celé délce tenkého střeva, ale jejich počet výrazně stoupá směrem dolů. Relativně vzácné jsou v lidském duodenu (okolo 10), četnější v jejunu (okolo 100) a nejčetnější v ileu (okolo 150) s největším výskytem v jeho koncové části. Skládají se z B-buněčných folikulů obklopených menší T buněčnou oblastí. Počet folikulů se výrazně liší u jednotlivých druhů savců. Myší PP obsahují do deseti folikulů, lidské až několik set.